# I. e. 286
Évszázadok: i. e. 4. század – i. e. 3. század – i. e. 2. század
Évtizedek: i. e. 330-as évek – i. e. 320-as évek – i. e. 310-es évek – i. e. 300-as évek – i. e. 290-es évek – i. e. 280-as évek – i. e. 270-es évek – i. e. 260-as évek – i. e. 250-es évek – i. e. 240-es évek – i. e. 230-as évek
Évek: i. e. 291 – i. e. 290 – i. e. 289 – i. e. 288 –  i. e. 287 – i. e. 286 – i. e. 285 – i. e. 284 – i. e. 283 – i. e. 282 – i. e. 281

## Események

### Hellenisztikus birodalmak
- Démétriosz maradék seregével eljut Tarszoszig és elfoglalja a Taurusz-hegység hágóit, majd szabad átvonulást kér Szeleukosztól, aki azonban maga vonul fel ellene. Démétriosz az első csatározásokban legyőzi ellenfeleit, de aztán zsoldosai átállnak Szeleukoszhoz és néhányadmagával menekülni kényszerül. Megadja magát Szeleukosznak, aki a szíriai Kherszonészoszban tartja őt házi őrizetben. Démétriosz fia, Antigonosz túszul ajánlkozik apja helyébe, de ajánlatát nem fogadják el.
- Antigonosz folytatja Athén ostromát, elűzi az ostromlottakat segítő egyiptomi flottát és végül elfoglalja a várost.
- Makedóniát Lüszimakhosz és Pürrhosz felosztja egymás között, de hamarosan feszültségek jelentkeznek közöttük.

### Róma
- Marcus Valerius Maximust és Caius Aelius Paetust választják consulnak.
- Elfogadják a lex Aquiliát, amely kártérítést biztosít azoknak, akinek vagyonát bűncselekmény által kár érte.

### Kína
- Csi állam annektálja Szong államot.

## Születések
- II. Antiokhosz szeleukida király

## Fordítás
- Ez a szócikk részben vagy egészben  a(z)   286 v. Chr. című német Wikipédia-szócikk ezen változatának fordításán alapul.  Az eredeti cikk szerkesztőit annak laptörténete sorolja fel. Ez a jelzés csupán a megfogalmazás eredetét és a szerzői jogokat jelzi, nem szolgál a cikkben szereplő információk forrásmegjelöléseként.